# Вайсман, Анатолий Михайлович
Анатолий Михайлович Вайсман (28 июня 1944 — 31 декабря 2020) — советский и российский инженер, автомеханик, автоэксперт, автомобильный журналист.
Анатолий Михайлович Вайсман родился 28 июня 1944 года в Узбекистане.

## Биография
Мать — Ида Шулевна Школьник (1912—1991), заслуженный врач Молдавской ССР. Отец — Михаил Лейзерович Вайсман (1913—1999), зоотехник, работал на руководящих постах в сельском хозяйстве Молдавской ССР, участник Великой Отечественной войны, награждён орденами и медалями.
В 1960 году в возрасте 16 лет начал производственную деятельность на автобазе № 6 города Оргеев, где получил специальность токаря, фрезеровщика и моториста. В 1962 году поступил в МИИТ, в 1967 году окончил его по специальности инженер-механик по дорожным, строительным и подъёмно-транспортным машинам.
С 1967 по 1970 года работал на Фаянсовском заводе строительных конструкций и изделий, где за полтора года вырос до должности главного инженера. С 1970 по 1980 проходил службу по призыву в советской армии. С 1980 главный инженер СТО-15, с 1985 по 1991 — начальник технического отдела объединения «Мосавтотехоблуживание».
После развала СССР открыл свою автомастерскую.
Анатолий Михайлович являлся автором множества статей на автомобильную тематику, сотрудничал с журналом «За рулём», где его первая статья появилась в 1979 году. С 2000 года являлся официальным корреспондентом журнала (на договорной основе). За время сотрудничества с журналом опубликовал более 150 материалов в журнале и на его сайте. В журнале «За рулём» вёл рубрику «Мастерская», в которой описывал нетривиальные случаи из своего богатого опыта обслуживания и ремонта автомобилей.
Анатолий Вайсман скончался на 77-м году жизни в последний день 2020 года.
Похоронен в городе Ашдод, Израиль.

## Снос автомастерской
В конце декабря 2012 года власти, проиграв ранее несколько судов и игнорируя их решения, снесли мастерскую Вайсмана при помощи бульдозеров. Было уничтожено также и всё оборудование, станки и все, на чём работал Анатолий Вайсман все предшествующие годы. Действия властей стали предметом разбирательства компетентных органов. Анатолий Михайлович тем не менее не опустил руки и возродил свою мастерскую на новом месте.

## Прочее
У автомастерской А. М. Вайсмана есть свой официальный сайт.